# Limnodynastes tasmaniensis
A Limnodynastes tasmaniensis a kétéltűek (Amphibia) osztályának békák (Anura) rendjébe, a mocsárjáróbéka-félék (Limnodynastidae) családjába, azon belül a Limnodynastes nembe tartozó faj.

## Előfordulása
Ausztrália endemikus faja. Ausztrália Új-Dél-Wales, Victoria, Dél-Ausztrália államában, Queensland déli részén és Tasmaniában honos. Betelepítették Nyugat-Ausztráliába és az Északi területre is. Elterjedési területének mérete nagyjából 2 381 900 km².

## Megjelenése

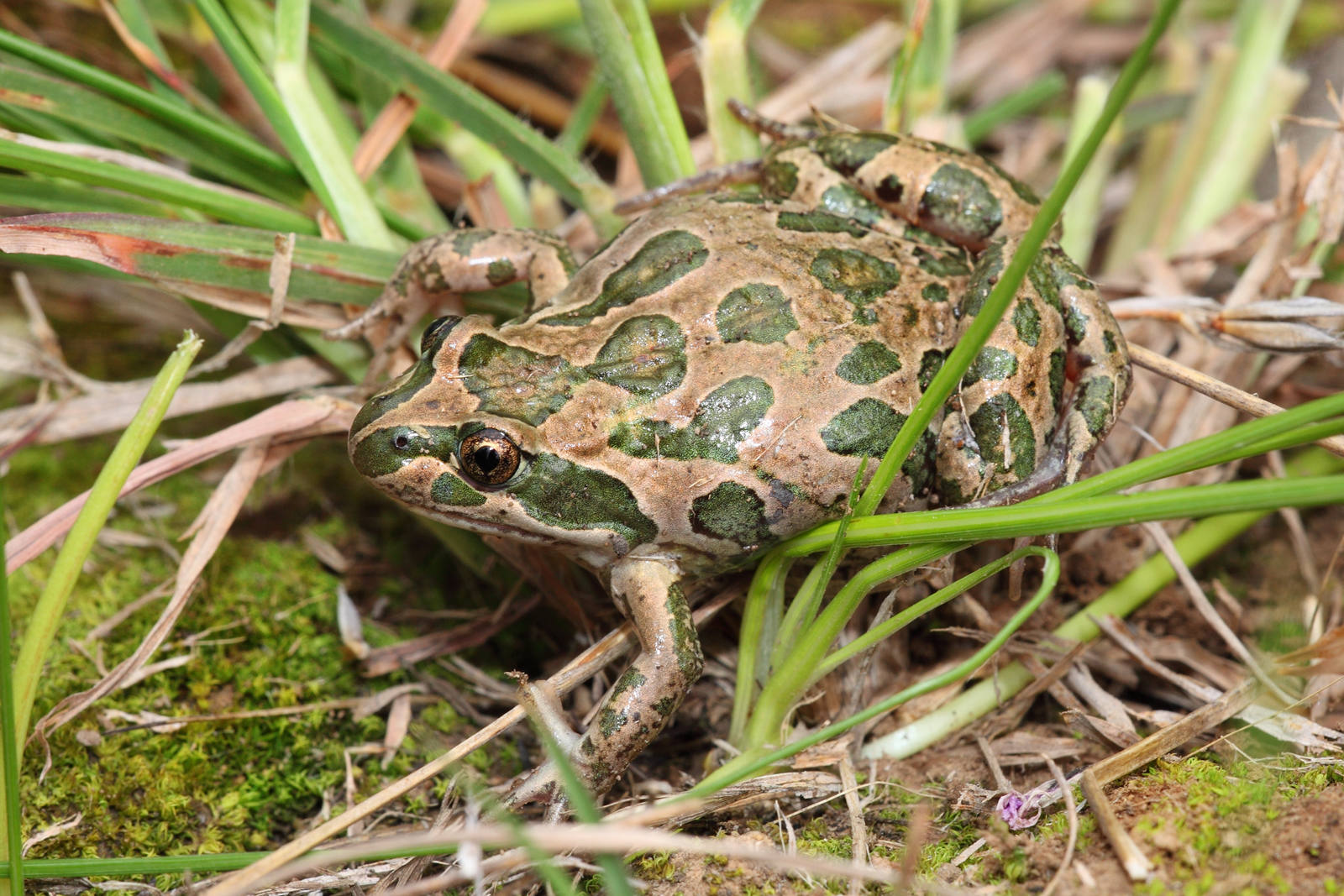
Egy nagyobb méretű foltokkal rendelkező példány

Közepes termetű békafaj, testhossza elérheti az 5 cm-t. Háta szürkésbarna vagy olajzöld; rajta sötétebb olajzöld vagy barna foltokkal. Háta közepén gyakran halvány krémszínű vagy vörös hosszanti csík fut végig. Szeme alól, mellső lábának felső végéig krémszínű csík húzódik. Hasa fehér, a hímek torka a párzási időszakban sárga. Pupillája csaknem kerek, írisze arany színű. Mellső lábfejei úszóhártya nélküliek, hátsókon némi úszóhártya figyelhető meg. Ujjai végén nincsenek korongok.

## Életmódja
A párzás tavasztól őszig tart, de heves esőzések után akár télen is bekövetkezhet. Petéit habos petecsomókban rakja le a kialakult tavacskák, időszakos pocsolyák, árkok vizének felszínére. A petecsomókban 90–1350 pete is lehet. Az ebihalak hossza elérheti a 7 cm-t, színük aranyos-fehér, sötétbarna vagy világosbarna. Gyakran a víz mélyén maradnak, teljes kifejlődésük 3–5 hónapot vesz igénybe, de Nyugat-Ausztrália melegebb klímájú területein rövidebb idő alatt is végbemehet. A kifejlett egyedek már 80–100 nappal átalakuláuk után szaporodni képesek.
A nőstények könnyen felismerhetők az első ujjukat körülvevő bőrredőről. Az amplexus során ezzel a bőrredővel vernek habot a vízben, amibe aztán a petéket elhelyezik. A petecsomó mérete egy emberi tenyér mérete lehet.

## Természetvédelmi helyzete
A vörös lista a nem fenyegetett fajok között tartja nyilván. Elterjedési területén számos nemzeti park is fekszik. Több esetben sikerült az ausztráliai állatkertekben szaporítani.